# Carl Michael von Hausswolff
Carl Michael von Hausswolff, född 13 oktober 1956 i Linköping, är en svensk tonsättare och  kurator, bosatt i Stockholm. 
Carl Michael von Hausswolff har framförallt gjort sig känd genom sina arbeten med olika former av ljudkonst. Han är även verksam som kurator. Tillsammans med konstnären Leif Elggren grundade han det fiktiva landet Konungarikena Elgaland-Vargaland och i detta pågående konstprojekt bär de båda titel "konung". Carl Michael von Hausswolff samarbetar också med Erik Pauser under namnet Phauss. Båda var engagerade i skiv- och kulturbolaget Radium 226.05 under 1980-talet. Hausswolff är representerad vid bland annat Kalmar konstmuseum.
Han är i sitt första äktenskap med Evalena Wassberg far till artisten Anna von Hausswolff. Han är numera gift med Marietta von Hausswolff von Baumgarten.